# Hirabah
En la ley islámica, hirabah es una categoría legal que comprende el robo en las carreteras (tradicionalmente entendido como robo con agravantes o hurto mayor, a diferencia del hurto que tiene un castigo diferente), la violación y el terrorismo. Ḥirābah (árabe: حرابة) es una palabra árabe para 'piratería' o 'guerra ilegal'. Proviene de la raíz triliteral ḥrb, que significa “enfadarse y enfurecerse”. El sustantivo ḥarb (حَرْب , pl. ḥurūb حُروب) significa 'guerra' o 'guerras'.
Moharebeh (también deletreado muharebeh) es un término persa que se trata como intercambiable con ḥirabah en los léxicos árabes. El término relacionado muḥārib (محارب) (perpetrador de muḥāribah) ha sido traducido por los medios iraníes en inglés como enemigo de Dios. En los medios de comunicación en inglés, Moḥarebeh en Irán se ha traducido de diversas formas como hacer la guerra contra Dios, guerra contra Dios y el estado, enemistad contra Dios.
Es un delito capital en Arabia Saudita y en Irán.